# 886 Washingtonia

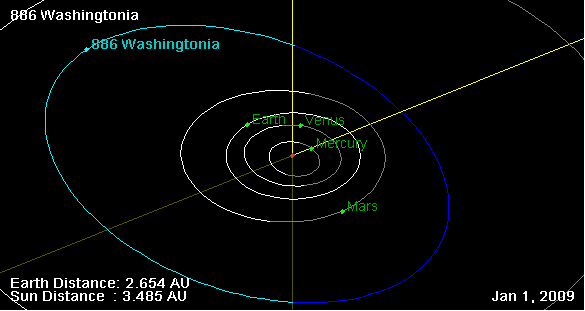
886 Washingtonia

886 Washingtonia eller A917 WA är en asteroid i huvudbältet, som upptäcktes 16 november 1917 av den amerikanske astronomen George Henry Peters i Washington, D.C.. Den har fått sitt namn efter USA:s förste president George Washington.
Asteroiden har en diameter på ungefär 86 kilometer.